# Мортень
Мортень, Мортені (рум. Morteni) — село у повіті Димбовіца в Румунії. Входить до складу комуни Мортень.
Село розташоване на відстані 72 км на захід від Бухареста, 33 км на південний захід від Тирговіште, 119 км на схід від Крайови, 113 км на південь від Брашова.

## Населення
За даними перепису населення 2002 року у селі проживали 2580 осіб, усі — румуни. Усі жителі села рідною мовою назвали румунську.